# اسلامپور
اسلامپور (به لاتین: Islampur) یک منطقهٔ مسکونی در بنگلادش است که در ناحیه جمال‌پور واقع شده‌است. اسلامپور ۳۴۳٫۰۲ کیلومتر مربع مساحت و ۲۹۸٬۴۲۹ نفر جمعیت دارد.